# Nicrosoft
もしかして
- Microsoft

ではありませんか？